# Георги Кременлията
Георги Костадинов Петрудински – Крѐменлията е български хайдутин, войвода от Кресненско-Разложкото въстание.

## Биография
Роден е около 1840 година в село Кремен. Учи самарджийство в Неврокоп и работи в Долна Сушица. При свада убива представител на властта и става хайдутин в четата на Стоян Карастоилов в Пирин.
При избухването на Кресненско-Разложкото въстание е войвода на чета, която първоначално действа във Валовищко. Щабът на въстанието му възлага с дружината си от 70 души да овладее Парилската седловина. В нарушение на заповедта на щаба да не влиза по селата на 25 срещу 26 октомври четата на Кременлията нощува в село Черешница, което на следния ден е нападнато от черкезка конница. Кременлията се оттегля в Пирин, а помощник войводата му Георги Боковала остава да прикрива изтеглянето, като загива в сражението. Селото е изклано от черкезите на Хаджи Юсуф ефенди, като събитието намира отзвук и в европейския печат. За неспазване на дисциплината на Кременлията е отнето правото да води чета.
След въстанието е в четата на Коста Кукето, а по-късно се оттегля в София. През 1880 година отново оглавява чета в родния си край, като наказва провинили се турци.
Георги Кременлията участва в Сръбско-българската война като доброволец в отряда на капитан Коста Паница. Той е един от войводите на македонски чети, участващи в успешната нощна атака срещу сръбски позиции при село Брайкьовци на 11 срещу 12 ноември 1885 г., в резултат на която настъпва престрелка между отделни сръбски части.  За проявена храброст е награден със сребърен кръст „За храброст“.